# Carlos Alberto Souza dos Santos
Carlos Alberto Souza dos Santos (ur. 9 grudnia 1960 we Vianópolis) – brazylijski piłkarz występujący na pozycji pomocnika, trener piłkarski.

## Życiorys
Na początku seniorskiej kariery był piłkarzem Goiás EC. W Campeonato Brasileiro Série A zadebiutował 18 stycznia 1981 roku w zremisowanym 0:0 spotkaniu z Grêmio Porto Alegrense. W Goiás występował do 1986 roku, rozgrywając łącznie dla tego klubu 94 mecze w Série A. W 1987 roku krótko grał w Grêmio Novorizontino, po czym przeszedł do Botafogo FR. Dla Botafogo rozegrał 96 ligowych spotkań. W 1992 roku przeszedł do Kashimy Antlers. W J.League zadebiutował 16 maja 1993 roku w wygranym 5:0 meczu z Nagoya Grampus. W 1995 roku podpisał kontrakt z Shimizu S-Pulse. Z tym klubem w 1996 roku zdobył Puchar J.League, a w lidze rozegrał 159 spotkań. W 2001 roku grał w Vissel Kobe. Karierę zawodniczą kończył w 2003 roku w Thespa Kusatsu.
Po zakończeniu kariery piłkarskiej pełnił funkcje trenerskie. W latach 2004–2005 był asystentem trenera Shimizu S-Pulse, natomiast w latach 2005–2006 był trenerem drużyny U-20 Botafogo FR. W 2015 roku prowadził drużynę Angra dos Reis EC, a w latach 2017–2019 był trenerem CIG 7 de Abril.

## Statystyki ligowe
| Sezon    | Klub            | Liga                          | Mecze | Gole |
| -------- | --------------- | ----------------------------- | ----- | ---- |
| 1981     | Goiás EC        | Campeonato Brasileiro Série A | 9     | 1    |
| 1982     | Goiás EC        | Campeonato Brasileiro Série A | 9     | 1    |
| 1983     | Goiás EC        | Campeonato Brasileiro Série A | 20    | 0    |
| 1984     | Goiás EC        | Campeonato Brasileiro Série A | 20    | 1    |
| 1985     | Goiás EC        | Campeonato Brasileiro Série A | 20    | 1    |
| 1986     | Goiás EC        | Campeonato Brasileiro Série A | 16    | 1    |
| 1987 (j) | Botafogo FR     | Campeonato Brasileiro Série A | 14    | 0    |
| 1988     | Botafogo FR     | Campeonato Brasileiro Série A | 12    | 0    |
| 1989     | Botafogo FR     | Campeonato Brasileiro Série A | 18    | 1    |
| 1990     | Botafogo FR     | Campeonato Brasileiro Série A | 17    | 0    |
| 1991     | Botafogo FR     | Campeonato Brasileiro Série A | 9     | 1    |
| 1992     | Botafogo FR     | Campeonato Brasileiro Série A | 26    | 0    |
| 1993     | Kashima Antlers | J.League                      | 32    | 8    |
| 1994     | Kashima Antlers | J.League                      | 22    | 4    |
| 1995 (w) | Kashima Antlers | J.League                      | 25    | 5    |
| 1995 (j) | Shimizu S-Pulse | J.League                      | 17    | 3    |
| 1996     | Shimizu S-Pulse | J.League                      | 27    | 1    |
| 1997     | Shimizu S-Pulse | J.League                      | 31    | 3    |
| 1998     | Shimizu S-Pulse | J.League                      | 30    | 4    |
| 1999     | Shimizu S-Pulse | J.League Division 1           | 27    | 1    |
| 2000     | Shimizu S-Pulse | J.League Division 1           | 27    | 4    |
| 2001     | Vissel Kobe     | J.League Division 1           | 26    | 0    |